# Campeonato Mundial de Patinaje Artístico sobre Hielo de 1975
El LXV Campeonato Mundial de Patinaje Artístico se realizó en Colorado Springs (Estados Unidos) entre el 4 y el 8 de marzo de 1975 bajo la organización de la Unión Internacional de Patinaje sobre Hielo (ISU) y la Asociación Estadounidense de Patinaje Artístico sobre Hielo. 

## Resultados

### Masculino
| Puesto | Nombre           | País            | Puntos |
| ------ | ---------------- | --------------- | ------ |
| Oro    | Sergei Volkov    | Unión Soviética | 13     |
| Plata  | Vladimir Kovalev | Unión Soviética | 23     |
| Bronce | John Curry       | Reino Unido     | 27     |

### Femenino
| Puesto | Nombre           | País                          | Puntos |
| ------ | ---------------- | ----------------------------- | ------ |
| Oro    | Dianne de Leeuw  | Países Bajos                  | 9      |
| Plata  | Dorothy Hamill   | Estados Unidos                | 25     |
| Bronce | Christine Errath | República Democrática Alemana | 31     |

### Parejas
| Puesto | Nombre                           | País                          | Puntos |
| ------ | -------------------------------- | ----------------------------- | ------ |
| Oro    | Irina Rodnina / Alexandr Zaitsev | Unión Soviética               | 9      |
| Plata  | Romy Kermer / Rolf Österreich    | República Democrática Alemana | 19     |
| Bronce | Manuela Gross / Uwe Kagelmann    | República Democrática Alemana | 27     |

### Danza en hielo
| Puesto | Nombre                            | País            | Puntos |
| ------ | --------------------------------- | --------------- | ------ |
| Oro    | Irina Moiseyeva / Andrei Minenkov | Unión Soviética | 13     |
| Plata  | Colleen O'Connor / Jim Millns     | Estados Unidos  | 19     |
| Bronce | Hilary Green / Glyn Watts         | Reino Unido     | 30     |

## Medallero
| Núm. | País                          | Oro | Plata | Bronce | Total |
| ---- | ----------------------------- | --- | ----- | ------ | ----- |
| 1    | Unión Soviética               | 3   | 1     | 0      | 4     |
| 2    | Países Bajos                  | 1   | 0     | 0      | 1     |
| 3    | Estados Unidos                | 0   | 2     | 0      | 2     |
| 4    | República Democrática Alemana | 0   | 1     | 2      | 3     |
| 5    | Reino Unido                   | 0   | 0     | 2      | 2     |
|      | TOTAL                         | 4   | 4     | 4      | 12    |

| Predecesor: Alemania Occidental 1974 | Campeonato Mundial de Patinaje Artístico sobre Hielo 1975 | Sucesor: Suecia 1976 |

- Datos: Q1190935